# Strada statale 585 Fondo Valle del Noce
La strada statale 585 Fondo Valle del Noce (SS 585) è una strada statale italiana, il cui percorso si sviluppa in Basilicata, lungo il tracciato del fiume Noce, nella valle omonima.

## Percorso
La strada collega la strada statale 18 Tirrena Inferiore nei pressi di Castrocucco, sul confine calabro-lucano, con lo svincolo autostradale di Lagonegro Nord dell'Autostrada A2 del Mediterraneo.
Il suo breve percorso (circa 32 km) rientra interamente nella provincia di Potenza.
La strada costeggia il fiume Noce e attraversa il suggestivo paesaggio che digrada dalle montagne del Sirino fino alla Riviera dei Cedri, rappresentando così un importante nodo viario per chi dalla A2 del Mediterraneo e dal nord vuole raggiungere Maratea e le località dell'Alto Tirreno Cosentino come Marina di Tortora, Praia a Mare, Scalea e Diamante.
Di interesse culturale e naturalistico sono anche i comuni attraversati dalla strada statale come Lagonegro, Rivello, Nemoli, Trecchina e Lauria.

### Tabella percorso
| STRADA STATALE 585 Fondo Valle del Noce | |      |           |
| Tipo                                    | Indicazione                                                                                         | ↓km↓ | Provincia |
|                                         | Tirrena Inferiore - Castrocucco Scalea - Sapri - Reggio Calabria - Maratea - Praia a Mare - Tortora | 0,0  | PZ        |
|                                         | Area di Servizio                                                                                    | 0,5  | PZ        |
|                                         | Area di Servizio                                                                                    | 7,5  | PZ        |
|                                         | Frazioni montane di Tortora                                                                         | 7,8  | PZ        |
|                                         | Piano dei Peri                                                                                      | 8,0  | PZ        |
|                                         | C.da Parrutta                                                                                       | 9,3  | PZ        |
|                                         | Area di Servizio                                                                                    | 10,5 | PZ        |
|                                         | C.da Camporotondo                                                                                   | 11,0 | PZ        |
|                                         | di Lauria Lauria                                                                                    | 12,6 | PZ        |
|                                         | Lauria                                                                                              | 12,7 | PZ        |
|                                         | Trecchina                                                                                           | 15,0 | PZ        |
|                                         | C.da Ronzino                                                                                        | 15,2 | PZ        |
|                                         | Nemoli - Lago Sirino C.da Fiumicello di Rivello                                                     | 16,6 | PZ        |
|                                         | Rivello - Lago Sirino SP ex SS 104                                                                  | 19,3 | PZ        |
|                                         | C.da Sovereto - C.da Sorba                                                                          | 21,2 | PZ        |
|                                         | ex di Sapri-Jonio Sapri-Lauria-Senise-Nova Siri                                                     | 22,8 | PZ        |
|                                         | Rotale                                                                                              | 23,0 | PZ        |
|                                         | C.da Cerbaro                                                                                        | 23,5 | PZ        |
|                                         | Area di Servizio                                                                                    | 23,6 | PZ        |
|                                         | C.da San Freno                                                                                      | 24,4 | PZ        |
|                                         | Area di Servizio                                                                                    | 25,1 | PZ        |
|                                         | C.da Molinciuolo                                                                                    | 25,2 | PZ        |
|                                         | ex Fondo Valle del Noce Lagonegro                                                                   | 27,3 | PZ        |
|                                         | Area di Servizio                                                                                    | 29,2 | PZ        |
|                                         | delle Calabrie Casalbuono - Padula - SP ex SS 19                                                    | 30,2 | PZ        |
|                                         | del Mediterraneo - Svincolo Lagonegro Nord                                                          | 32,0 | PZ        |

## Strada statale 585 dir di Lauria
La strada statale 585 dir di Lauria (SS 585 dir) è una strada statale italiana e diramazione della SS 585.
La strada collega la strada statale 585 Fondo Valle del Noce con l'abitato di Lauria per un percorso complessivo lungo 3,200 km.
È costituita da 1 corsia per senso di marcia e in un tratto di circa 1,5 km è a 2 corsie in direzione Lauria e 1 corsia in direzione della SS585.

## Strada statale 585 racc Fondo Valle del Noce
La ex strada statale 585 racc Fondo Valle del Noce (SS 585 racc), ora strada provinciale ex SS 585 racc Fondo Valle del Noce (SP ex SS 585 racc), è una strada provinciale italiana di breve lunghezza.
Essa rappresenta il raccordo tra la SS 585 e il tratto declassato della strada statale 19 delle Calabrie, funzionale al collegamento con l'abitato di Lagonegro.
In seguito al decreto legislativo n. 112 del 1998, dal 2001 la gestione è passata dall'Anas alla Regione Basilicata, che ha provveduto al trasferimento dell'infrastruttura al demanio della Provincia di Potenza.